# Водонепроникність
Водонепроникність — 

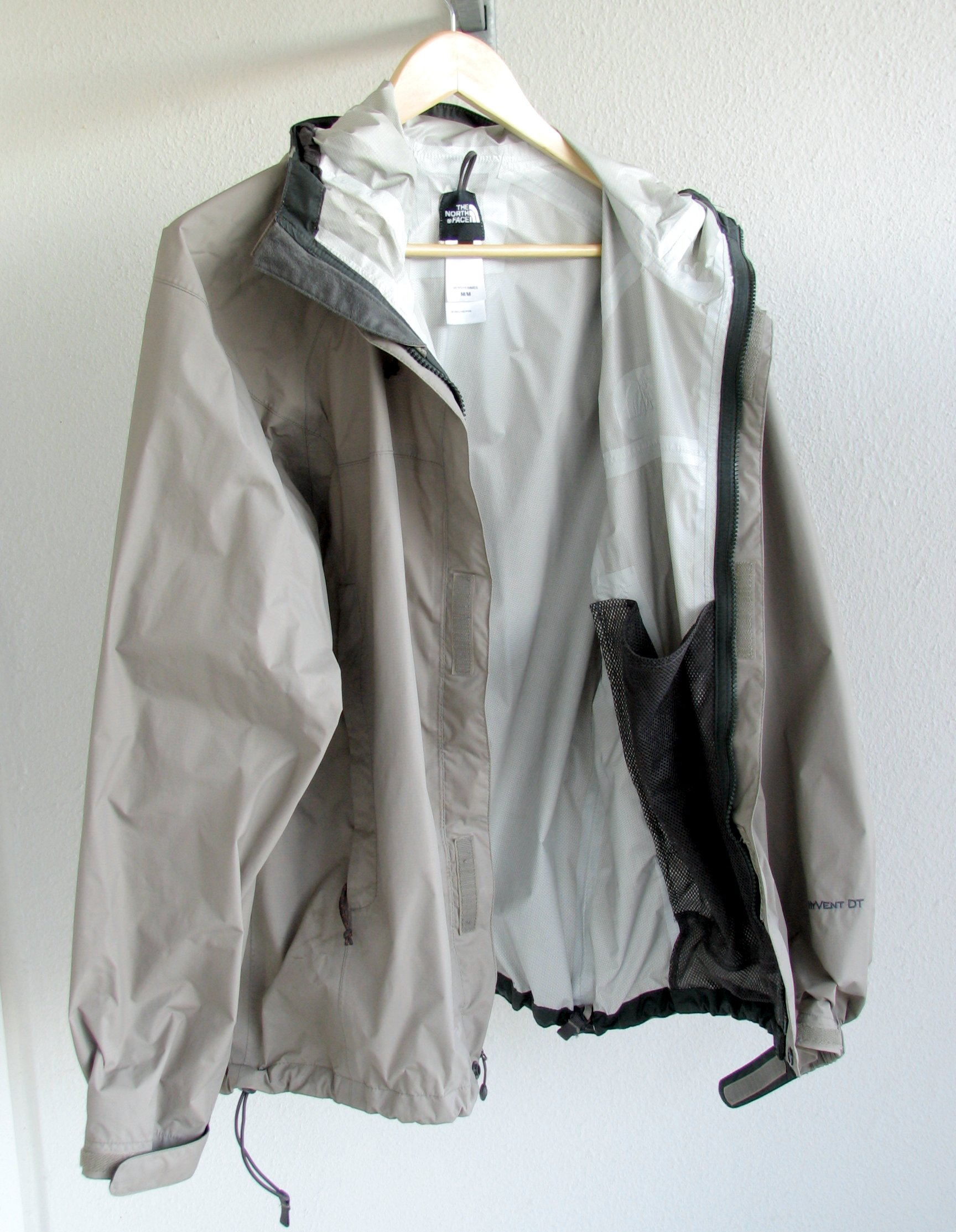
Водонепроникна куртка.

1. Здатність матеріалу не пропускати крізь себе рідину або газ навіть за наявності перепадів тиску.
2. Властивість виробу, що полягає в тому, щоб чинити опір проникненню води у матеріал або всередину виробу під час його занурення у воду на задану глибину.